# Markvartice (district de Třebíč)
Pour les articles homonymes, voir Markvartice.
Markvartice (en allemand : Markwartitz) est une commune du district de Třebíč, dans la région de Vysočina, en République tchèque. Sa population s'élevait à 276 habitants en 2020.

## Géographie
Markvartice se trouve à 9 km à l'ouest de Třebíč, à 26 km au sud-est de Jihlava et à 137 km au sud-est de Prague.
La commune est limitée par Pokojovice et Hvězdoňovice au nord, par Čechočovice et Stařeč à l'est, par Rokytnice nad Rokytnou au sud et par Chlístov à l'ouest.

## Histoire
La première mention écrite du village date de 1371.

## Transports
Par la route, Markvartice se trouve à 9,5 km de Třebíč, à 27 km de Jihlava et à 159 km de Prague.